# 上海銀行間取引金利
上海銀行間取引金利（シャンハイぎんこうかんとりひききんり、中国語：上海银行间同业拆放利率、英語：Shanghai Interbank Offered Rate、SHIBOR）は、中国の短期資金を貸し借りする電子取引市場で、中国人民銀行が2007年1月4日に導入した取引金利である。期間は翌日物、1週間物、2週間物、1カ月物、3カ月物、6カ月物、9カ月物、1年物の各取引がある。中国国内外の商業銀行、政策銀行、資産管理会社、年金基金など約3千を超える金融機関は取引金利に参加している。

## ホームページ
- 上海銀行間取引金利（中国語）